# Санривер (Орегон)
Санривер (енгл. Sunriver) насељено је место без административног статуса у америчкој савезној држави Орегон.

## Демографија
По попису из 2010. године број становника је 1.393.
| Група             | 2000.    | 2010.         |
| Белци             | 0 (0,0%) | 1.339 (96,1%) |
| Афроамериканци    | 0 (0,0%) | 8 (0,6%)      |
| Азијати           | 0 (0,0%) | 7 (0,5%)      |
| Хиспаноамериканци | 0 (0,0%) | 22 (1,6%)     |
| Укупно            | 0        | 1.393         |